# Hornblände
Hornblände är ett sammanfattande namn på flera olika mineral tillhörande de mörka amfibolerna där det i fält inte går att skilja dem åt beträffande kemisk sammansättning. 
Hornbländen är komplexa inosilikat av aluminium och kalcium samt järn och magnesium. Hornbländen är mörkgröna, grönsvarta eller ibland något mörkbruna till färgen.
Hornbländen är vanliga i magmatiska och metamorfa bergarter.

## Kristallstruktur och kemisk sammansättning

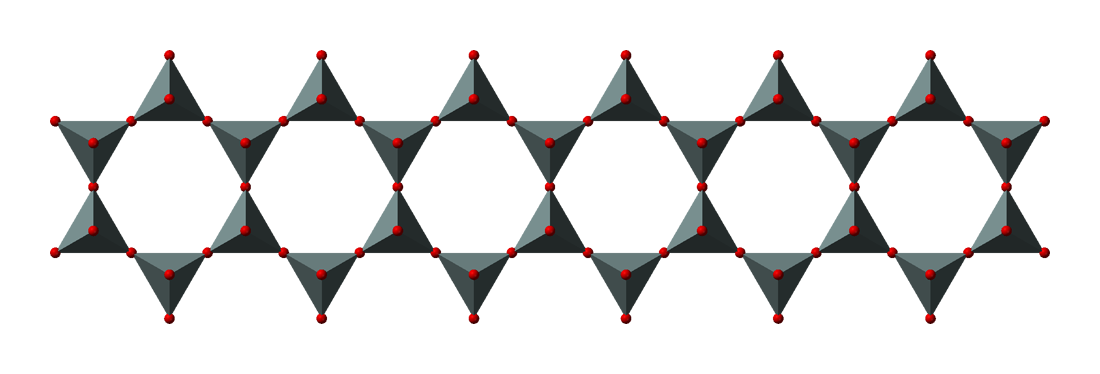
Exempel på dubbelkedja med tetraedrar

De flesta hornbländearterna kristalliserar monoklint, oftast i korta prismor som lätt låter sig spaltas i två riktningar. Vinkeln mellan två spaltytorna är 56° respektive 124° som hos alla amfiboler.
Amfiboler innehåller en dubbelkedja (bandsilikat) av kopplade SiO4-tetraedrar (kiselatom, Si; i mitten och syreatomer, O, i hörnen). 
I hornbländen ersätts var åttonde kiselatom i tetraedern av aluminium. Dessutom kan aluminium också ingå på annan plats utöver som centralatom i tetraedern. En generell kemisk formel för amfiboler är: 
A0-1B2C5T8O22W2 (OBS B, C och W är här inte grundämnesbeteckningar utan platsbeteckningar).
Plats A är tom i hornbländens nominella formeln. Det är alltså en vakans och den brukar betecknas med en fyrkant ☐. Plats B är alltid kalcium, Ca, plats C innehåller aluminium, Al,  samt är i ena ändledet tvåvärt järn Fe2+ och i det andra ändledet magnesium, Mg. Plats T innehas av  kisel, Si, och aluminium. Kvoten syre per centralatom är 2,75. Plats W är hydroxid, OH. 
De två ändleden är:
ferro-hornblende ☐Ca2(Fe2+4Al)(Si7Al)O22(OH)2	och
magnesio-hornblende ☐Ca2(Mg4Al)(Si7Al)O22(OH)2. 	
Emellertid kan substitution med andra grundämnen ske. Till exempel kan natrium, Na, delvis finnas på plats A, trevärt järn kan delvis ersätta aluminium på plats C, titan, Ti, ingå på plats T och fluor, F eller klor, Cl ersätta OH på plats W. Ferrohornblände omdefinierades 2012 varför ferrohornblände i äldre litteratur inte säkert motsvarar sammansättning enligt ovan. Den höga graden av substitution gör att hornbländen kan bilda fasta lösningar med andra mineralserier inom Ca-amfibolerna
•	tschermakite-ferrotschermakit
•	edenit-ferroedenit
•	pargasit-ferropargasit 
•	magnesiohastingsit-hastingsit 
.

## Egenskaper
Hornbländen är mörka i gröna, svarta eller bruna toner medan strecket är ljust grå eller gråvitt. Pleokroismen är stark. Mineralen är spröda och spaltas på för amfiboler typiskt sätt med vinkeln 56 och 124 grader. Hårdheten är 5 till 6 på Mohs-skalan och densiteten är 3-3,4 (kg/dm3). De har glasglans och brytningsindex ligger i området 1,616 till 1,727.

## Förekomst
Hornbländen är mycket vanliga mineral och de utgör en viktig beståndsdel i många bergarter. Hornblände ingår i många kristallina skiffrar och eruptivbergarter, som hornbländegnejs, -skiffer, -granit, -diorit, -syenit med flera.
Hornblände finns i bergarten ögondiorit, som är en förening av, men ej blandning av, en mörkare och en ljusare magma.